# Rectipilus bavaricus
Rectipilus bavaricus är en svampart som beskrevs av Agerer 1973. Rectipilus bavaricus ingår i släktet Rectipilus och familjen Marasmiaceae.   Inga underarter finns listade i Catalogue of Life.